# Lorencea
Lorencea là một chi thực vật có hoa trong họ Thiến thảo (Rubiaceae).

## Loài
Chi Lorencea gồm các loài: